# Naturbahnrodel-Weltcup 1994/95
Der Naturbahnrodel-Weltcup 1994/95 wurde in drei Disziplinen und in jeweils vier Saisonrennen ausgetragen.

## Damen-Einsitzer

### Ergebnisse
| Datum                    | Ort               | Siegerin          | Zweite           | Dritte            |
| ------------------------ | ----------------- | ----------------- | ---------------- | ----------------- |
| 20. bis 22. Januar 1995  | Negaunee          | Elvira Holzknecht | Irene Zechner    | Sonja Steinacher  |
| 27. bis 29. Januar 1995  | Olang             | Elvira Holzknecht | Irene Zechner    | Doris Haselrieder |
| 3. bis 5. Februar 1995   | Kreuth            | Elvira Holzknecht | Ljubow Panjutina | Irene Zechner     |
| 10. bis 12. Februar 1995 | Stein an der Enns | Elvira Holzknecht | Irene Zechner    | Sandra Mariner    |

### Weltcupendstand
| Rang | Name                          | Punkte |
| ---- | ----------------------------- | ------ |
| 1    | Elvira Holzknecht             | ?      |
| 2    | Irene Zechner                 | ?      |
| 3    | Doris Haselrieder             | ?      |
| 4    | Sonja Steinacher              | ?      |
| 5    | Sandra Mariner                | ?      |
| 6    | Ljubow Panjutina Sonja Dobson | ?      |

Insgesamt gewannen 16 Rodlerinnen Weltcuppunkte.

## Herren-Einsitzer

### Ergebnisse
| Datum                    | Ort               | Sieger            | Zweiter        | Dritter        |
| ------------------------ | ----------------- | ----------------- | -------------- | -------------- |
| 20. bis 22. Januar 1995  | Negaunee          | Franz Obrist      | Manfred Gräber | Gerhard Pilz   |
| 27. bis 29. Januar 1995  | Olang             | Gerhard Pilz      | Franz Obrist   | Manfred Gräber |
| 3. bis 5. Februar 1995   | Kreuth            | Gerhard Pilz      | Manfred Gräber | Roland Ploner  |
| 10. bis 12. Februar 1995 | Stein an der Enns | Anton Blasbichler | Manfred Gräber | Franz Obrist   |

### Weltcupendstand
| Rang | Name              | Punkte |
| ---- | ----------------- | ------ |
| 1    | Manfred Gräber    | ?      |
| 2    | Franz Obrist      | ?      |
| 3    | Gerhard Pilz      | ?      |
| 4    | Anton Blasbichler | ?      |
| 5    | Roland Ploner     | ?      |
| 6    | Robert Tomelitsch | ?      |

Insgesamt gewannen 45 Rodler Weltcuppunkte.

## Doppelsitzer

### Ergebnisse
| Datum                    | Ort               | Sieger                          | Zweiter                       | Dritter                         |
| ------------------------ | ----------------- | ------------------------------- | ----------------------------- | ------------------------------- |
| 20. bis 22. Januar 1995  | Negaunee          | Roland Niedermair Hubert Burger | Helmut Ruetz Andi Ruetz       | Reinhard Beer Gerhard Pilz      |
| 27. bis 29. Januar 1995  | Olang             | Martin Psenner Arthur Künig     | Helmut Ruetz Andi Ruetz       | Roland Niedermair Hubert Burger |
| 3. bis 5. Februar 1995   | Kreuth            | Helmut Ruetz Andi Ruetz         | Martin Psenner Arthur Künig   | Jürgen Pezzi Christian Hafner   |
| 10. bis 12. Februar 1995 | Stein an der Enns | Helmut Ruetz Andi Ruetz         | Jürgen Pezzi Christian Hafner | Roland Niedermair Hubert Burger |

### Weltcupendstand
| Rang | Name                               | Punkte |
| ---- | ---------------------------------- | ------ |
| 1    | Helmut Ruetz – Andi Ruetz          | ?      |
| 2    | Roland Niedermair – Hubert Burger  | ?      |
| 3    | Jürgen Pezzi – Christian Hafner    | ?      |
| 4    | Martin Psenner – Arthur Künig      | ?      |
| 5    | Martin Schneebauer – Peter Lechner | ?      |
| 6    | Reinhard Beer – Gerhard Pilz       | ?      |

Insgesamt gewannen acht Doppelsitzer Weltcuppunkte.

## Nationenwertung
| Rang | Land        | Punkte |
| ---- | ----------- | ------ |
| 1    | Italien     | ?      |
| 2    | Österreich  | ?      |
| 3    | Deutschland | ?      |
| 4    | Slowenien   | ?      |
| 5    | Russland    | ?      |
| 6    | Polen       | ?      |

Insgesamt gewannen Rodler aus elf Nationen Weltcuppunkte.